# Platyrhina tangi
Platyrhina tangi (лат.) — вид хрящевых рыб из семейства платириновых отряда хвостоколообразных. Это скаты, ведущие донный образ жизни, с крупными, уплощёнными грудными и брюшными плавниками в форме сердцевидного диска, длинным хвостом и двумя спинными плавниками. На спине имеется ряд крупных колючек. Шипы у основания хвоста отсутствуют. Обитают в северо-западной и центрально-западной частях Тихого океана. Максимальная зарегистрированная длина 68 см. Эти скаты размножаются яйцеживорождением, эмбрионы изначально питаются желтком. Рацион состоит из червей, ракообразных и моллюсков.

## Таксономия
Впервые вид научно описан в 2011 году. Вид назван в честь китайского ихтиолога Д. С. Танга, который признал P. limboonkengi 1933 синонимом китайского дискового ската. Голотип представляет собой самца длиной 39,8 см, пойманного у берегов Миядзаки, Япония (31°32′12″ с. ш. 131°24′16″ в. д.). Паратипы: самки длиной 9—57 см и самцы длиной 11,6—52,5 см, пойманные там же; самки длиной 30,3—53,6 см и самцы длиной 32,8—34,1 см, пойманные у берегов Нагасаки; самка длиной 63,7 см, пойманная в водах Сидзуоки.

## Ареал
Platyrhina tangi обитают в умеренных водах северо-западной части Тихого океана, встречаются у южных берегов Японии (за исключением Огасавара и Рюкю), Китая, Кореи, Тайваня и Вьетнама.

## Описание
У этих скатов грудные плавники образуют диск в форме сердца. Рыло притуплённое. Длинный хвост напоминает хвост акул, он слегка приплюснут, имеются боковые гребни. Имеются два крупных и закруглённых спинных плавника. Хвост оканчивается хвостовым плавником лишённым нижней лопасти. Зубы выстроены плотными рядами, образующими подобие тёрки, способной раскрошить панцирь жертвы. Внутри щёчно-глоточной полости имеется несколько рядов зубцов.
Вдоль хребта расположены крупные колючки слегка загнутые в виде крючков. В передней части спины колючки отсутствуют. Вокруг глаз и на спине также имеется пара колючек со светлой окантовкой. Имеется дополнительный латеральный ряд колючек по обе стороны хвоста, а ростральные шипы отсутствуют. Кожа покрыта крошечными чешуйками одинаковой формы и размера. Максимальная зарегистрированная длина 68 см. Окраска дорсальной поверхности ровного коричневого цвета, брюхо белое.

## Биология
Эти скаты размножаются яйцеживорождением. Недавние исследования позвоночного столба показали, что самки в целом достигают больших размеров по сравнению с самцами (55,58 см против 45,52 см) и созревают медленнее. Максимальная продолжительность жизни у самок и самцов оценивается в 12 и 5 лет соответственно. Рацион состоит из ракообразных и небольших рыб. Роды происходят с августа по ноябрь, затем следует спаривание овуляция и оплодотворение. Рацион состоит из ракообразных (креветки), моллюсков (ротоногие и головоногие) и мелких рыб.

## Взаимодействие с человеком
Эти скаты не представляют интереса для коммерческого рыболовства, хотя их мясо съедобно. Иногда они попадаются в качестве прилова при коммерческом промысле. Международный союз охраны природы ещё не оценил статус сохранности данного вида.